# Szent Veronika
Szent Veronika 1. századi ókeresztény szent, a fényképészek védőszentje, ünnepe február 4.
A hagyomány szerint Veronikának hívták azt a jeruzsálemi jámbor nőt (akit korábban a Mester vérfolyásából kigyógyított), aki a Golgotára vezető úton kendőjével Jézus vérző-verítékező arcát letörölte. Csodálatosképpen Krisztus arcképe rajtamaradt a vásznon. A római Szent Péter-bazilikában van egy régi, Veronikát ábrázoló kép, amely állítólag 705 körül került oda. 1011-ben oltárt emeltek Veronika tiszteletére, amelyben az ereklye látható. Veronika-ereklyével Milánó és Jaén (Spanyolország) városok is dicsekedhetnek. A képen látható férfiarc tökéletesen megegyezik a torinói lepel arcával.
Életének történetét és alakját a mai kutatók inkább legendának vélik, mint valóságnak.
Maga   Szent  Veronika  vitatható lehet  egyes  körökben.  Neve  nem  szerepel  a Bibliában,  s  nincs  adat  arról sem, mikor avatták  szentté.

## Vélemények
Jean Mabillon és Daniël van Papenbroeck tudósok nézete szerint a Veronika név csak tévedésből keletkezett: a „vera icon” (valódi kép) szavakat egy szóba foglalták és belőle Veronikát csináltak. Ezt támaszthatja alá, hogy a középkori írók nem említenek semmiféle szent Veronikát, hanem magát a képet nevezik így, pl.:
- Gervas. Tilberiensis 1210 körül: de figura Domini, quae Veronica dicitur. Est ergo Veronica pictura Domini vera;
- Matth. Paris (1216); effigies vultus Domini quae Veronica dicitur

Más tudósok, mint például Jacob Grimm, a görög Abgar-monda átkeresztényesítésének tartották Veronika legendáját.